# Spilochroa punctipennis
Spilochroa punctipennis är en tvåvingeart som beskrevs av Axel Leonard Melander 1913. Spilochroa punctipennis ingår i släktet Spilochroa och familjen myllflugor.
Artens utbredningsområde är New Mexico. Inga underarter finns listade i Catalogue of Life.